# گوش‌خیزک اروپایی
گوش‌خیزک اروپایی یا گوش‌خیزک معمولی یا به زبان عامیانه «دو-دونبه» (نام علمی: Forficula auricularia) نام یک گونه از تیره قیچی‌داران است. گوش‌خیزک اروپایی از گل به ویژه پرچم‌ها و گلبرگ و برگ گیاهان مختلف تغذیه می‌کند و آثار تغذیه آن روی چغندر، شلغم و هویج به صورت مشبک دیده می‌شود. این حشره زمستان را به صورت تخم یا حشره کامل درون خاک سپری می‌کند.

## ویژگی‌ها
گوش‌خیزک از گیاهان مختلفی نظیر کاهو، ذرت، گندم، چغندر قند، توتون، خربزه، هندوانه، آفتابگردان، کدو، کلم، خیار، گوجه فرنگی، سیب زمینی، میخک، و درختان سیب، گلابی، هلو، گوجه و گوجهٔ وحشی تغذیه می‌کند؛ ولی خسارت آن اقتصادی نیست. افراد کامل و پوره‌ها همه‌چیزخوار بوده و از برگ، گل و میوه‌های تعداد زیادی از گیاهان تغذیه می‌کنند. در این میان با تغذیه از برخی گیاهان زینتی و به خصوص گل‌های آن‌ها خسارت وارد می‌آورند. از مهم‌ترین گیاهانی که این حشره در روی آن‌ها یافت می‌شود می‌توان کاهو، کلم، کوکب، میخک، داوودی، رز و نیز کرفس و تعداد زیادی از سبزی‌های بذری و برخی از درختان میوه را نام برد. این حشره در بعضی مناطق به ویژه با تغذیه از برگ‌های سیب زمینی آن‌ها را سوراخ سوراخ می‌کند و گاهی نیز با ورود به منازل و گلخانه‌ها سبب خسارت می‌شود. این حشره علاوه بر گیاهان از حشرات نرم بدن و کوچک نیز تغذیه کرده و به خصوص شته‌ها و لاروهای کوچک پروانه‌ها قسمتی از غذای آن را تشکیل می‌دهند.

## روش کنترل
۱- بهترین راه برای کنترل پخش سمومی مانند کارباریل به‌صورت گرد یا دانه در مسیرهای حرکت آنها می‌باشد.
۲- استفاده از تله‌های گلدانی (پرکردن گلدان از کاه و قرار دادن وارونه آن روی تکه‌چوب)
۳- استفاده از تله‌های پناهگاهی مثل نی یا شیلنگ.